# Дубинин, Артём Алексеевич
Артём Алексеевич Дубинин (род. 30 марта 1989, Чкаловск, Горьковская область) — российский хоккеист, нападающий.

## Биография
Воспитанник тольяттинской «Лады». Начинал играть в «Ладе-2» (2004/05 — 2008/09), в сезоне 2008/09 провёл 13 матчей за «Ладу» в КХЛ. В первой половине сезона-2009/10 играл за «Рязань», «Рязань-2», ЦСК ВВС и ЦСК ВВС-2. После Нового года — в «Ладье» (МХЛ). Три сезона (2010/11 — 2012/13) провёл в ВХЛ, выступая за «Ладу».
25 мая 2013 года перешёл в «Амур». Сыграл 30 матчей в КХЛ, и 24 июля 2014 контракт был расторгнут. Играл в ВХЛ за «Сокол» Красноярск (2014/15), «Рязань» и «Ариаду» (2015/16), «Саров» (2016/17).
В сезоне-2017/18 выступал в чемпионате Словакии за «Нове-Замки» и в ВХЛ за «Ермак». Затем играл в чемпионате Польши за «ГКС Ястшембе» (2018/19), чемпионате Казахстана за «Актобе» и чемпионате Беларуси за «Металлург» Жлобин (2019/20), чемпионате Украины за «Кременчуг» (2019/20 — 2021/22), в Беларуси за «Динамо-Молодечно», «Локомотив» Орша и «Соболь» Берёза.